# Sondes Samandi
Sondes Samandi, née en 1978, est une escrimeuse tunisienne pratiquant le sabre. 

## Carrière
Huitième des Jeux méditerranéens de 2001, elle est médaillée d'or au sabre féminin senior individuel aux championnats d'Afrique 2003 à Dakar.

## Famille
Elle est la sœur des escrimeurs Hichem et Mohamed Samandi.